# Waldsiedlung (Jüterbog)
Die Waldsiedlung ist ein Wohnplatz im Ortsteil Markendorf der Stadt Jüterbog im Landkreis Teltow-Fläming in Brandenburg.

## Geografische Lage
Die Waldsiedlung liegt nordöstlich von Markendorf in der Markendorfer Heide, an die sich nach Norden das Naturschutzgebiet Heidehof-Golmberg anschließt. Im Süden liegt mit Fröhden ein weiterer Ortsteil von Jüterbog. Zwischen Markendorf und der Waldsiedlung entwässert der Markendorfer Graben die umliegenden, landwirtschaftlich genutzten Flächen.

## Geschichte
Um 1900 entstand bei Markendorf ein militärisch genutzter Übungsplatz. Große Waldflächen mussten hierfür gerodet werden. Nach dem Friedensvertrag von Versailles begann in den 1920er Jahren die Aufforstung. Auf den Flächen des ehemaligen Militärlagers entstand eine Wohnsiedlung, in der ab 1921 Elsässer Familien angesiedelt wurden, die ihre an Frankreich gefallene Heimat verlassen mussten. Die Familien bewohnten zunächst das Gutshaus Markendorf, später die an das Gebäude angrenzenden Baracken. Von den ursprünglich 30 Familien blieben acht im Ort und gründeten östlich des Gutshauses die Waldsiedlung. Sie kam zusammen mit Markendorf im Jahr 1997 an die Stadt Jüterbog.